# 岔沟门遗址
岔沟门遗址，位于中国河北省承德市岔沟乡岔沟村西，为承德市承德县的一个省级文物保护单位，类型为古遗址，公布时间为2001年2月7日。
岔沟门遗址的历史年代为新石器时代。